# Islas Escollo Este
Las islas Escollo Este (en inglés: East Skerry) es un pequeño grupo de islas y rocas que forman la parte oriental de las islas Skrap Skerries, a 3 km al noroeste del cabo Jorge, frente a la costa norte de la Georgia del Sur. El nombre se le dio en el período 1926-1930 por el personal de Investigaciones Discovery que trazó estas islas.
La isla es administrada por el Reino Unido como parte del territorio de ultramar de las Islas Georgias del Sur y Sandwich del Sur, pero también es reclamada por la República Argentina que la considera parte del departamento Islas del Atlántico Sur dentro de la provincia de Tierra del Fuego, Antártida e Islas del Atlántico Sur.